# Едерсон Мораес
Едерсон Мораес (порт. Ederson Moraes, нар. 17 серпня 1993, Озаску) — бразильський футболіст, воротар англійського  «Манчестер Сіті» і національної збірної Бразилії.

## Клубна кар'єра
Вихованець юнацьких команд футбольних клубів «Сан-Паулу» та «Бенфіка».
2011 року він почав професійну кар'єру в португальській команді однієї з нижчих ліг «Ріберан», в якій провів один сезон, взявши участь у 29 матчах чемпіонату.
Влітку 2012 року Едерсон приєднався до «Ріу-Аве». 18 серпня в матчі проти «Марітіму» він дебютував у Сангріш лізі. У другому сезоні Едерсон став отримувати більше ігрової практики і незабаром став першим номером «Ріу Аве».
Влітку 2015 року він повернувся в «Бенфіку» як дублер Жуліо Сазара. Для отримання ігрової практики перші півроку Едерсон виступав у Сегунда Лізі за дублерів. На початку 2016 року Сезар отримав травму. 5 березня в дербі проти «Спортінга» Едерсон дебютував за «Бенфіку». Через кілька днів у поєдинку проти санкт-петербурзького «Зеніту» він дебютував у Лізі чемпіонів. У 2016 році Едерсон допоміг клубу виграти чемпіонат, відігравши за лісабонський клуб 10 матчів в національному чемпіонаті.
8 червня 2017 року Мораес підписав 6-річний контракт з клубом «Манчестер Сіті». Сума трансферу склала 34,9 млн фунтів стерлінгів, що зробило його на той момент найдорожчим воротарем в історії футболу (Джанлуїджі Буффон 2001 року перейшов до «Ювентуса» за 100 мільярдів лір, що за курсом на той час відповідало 32,6 мільйонам фунтів).
У складі манчестерської команди відразу ж став основним воротарем, потіснивши чилійця Клаудіо Браво, який з приходом Едерсона почав з'являтися на полі здебільшого лише в іграх внутрішніх кубкових змагань. Пропустивши лише 26 голів у 36 матчах Прем'єр-ліги 2017/18 допоміг команді впевнено перемогти у внутрішньому чемпіонаті.

## Виступи за збірні
2014 року залучався до складу молодіжної збірної Бразилії. У 2014 році в складі молодіжної збірної Бразилії Едерсон виграв Турнір в Тулоні. На молодіжному рівні зіграв у 6 офіційних матчах.
10 жовтня 2017 року дебютував в офіційних матчах національної збірної Бразилії, відстоявши «на нуль» у її воротах гру відбору до чемпіонату світу 2018 року проти чилійців. У травні 2018 року був включений до заявки збірної Бразилії на участь у фінальній частині цього турніру.
| Дата       | Місто     | Господарі | Результат | Гості | Турнір            | Голи | Примітки |
| ---------- | --------- | --------- | --------- | ----- | ----------------- | ---- | -------- |
| 10-10-2017 | Сан-Паулу | Бразилія  | 3 – 0     | Чилі  | Відбір до ЧС 2018 | -    |          |
| Усього     |           | Матчів    | 1         |       | Голів             | 0    |          |

## Досягнення
- Чемпіон Португалії (2):

«Бенфіка»: 2015-16, 2016-17
- Володар Кубка Португалії (1):

«Бенфіка»: 2016-17
- Володар Кубка португальської ліги (1):

«Бенфіка»: 2015-16
- Володар Суперкубка Португалії (1):

«Бенфіка»: 2016
- Володар Кубка Ліги (4):

«Манчестер Сіті»: 2017-18, 2018-19, 2019-20, 2020-21
- Чемпіон Англії (6):

«Манчестер Сіті»: 2017-18, 2018-19, 2020-21, 2021-22, 2022-23, 2023-24
- Володар Суперкубка Англії (3):

«Манчестер Сіті»: 2018, 2019, 2024
- Володар Кубка Англії (2):

«Манчестер Сіті»: 2018-19, 2022-23
- Переможець Ліги чемпіонів УЄФА: (1):

«Манчестер Сіті»: 2022–23
- Володар Суперкубка УЄФА (1):

«Манчестер Сіті»: 2023
- Переможець Клубного чемпіонату світу (1):

«Манчестер Сіті»: 2023
Збірні
- Переможець Суперкласіко де лас Амерікас: 2018
- Переможець Кубка Америки: 2019
- Срібний призер Кубка Америки: 2021